# معاهدة كامبو فورميو

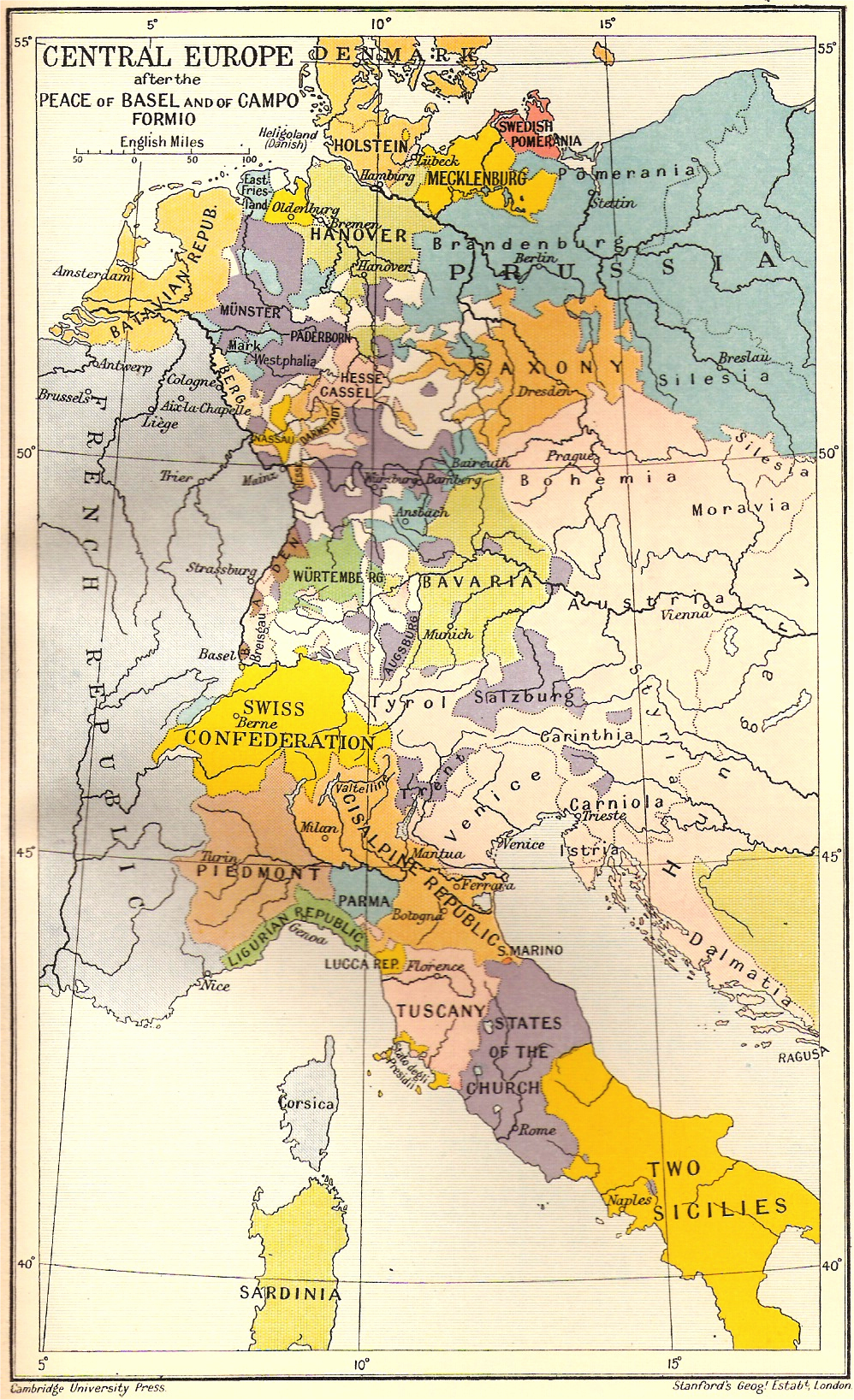
خريطة تظهر وسط أوروبا بعد معاهدة كامبو فورميو.

معاهدة كامبو فورميو (بالفرنسية: Traité de Campo-Formio)‏ هي معاهدة وقعت في 18 أكتوبر 1797 للصلح بين نابليون بونابرت والكونت فيليب فون كوبنزل بوصفهم ممثلين الجمهورية الفرنسية الأولى والملكية النمساوية. كانت المعاهدة اختتام سلسة انتصارات حملات نابليون في إيطاليا وانهيار التحالف الأول ونهاية المرحلة الأولى من الحروب الثورية الفرنسية.